# Raymond Griffith
Raymond Griffith (23 de enero de 1895-25 de noviembre de 1957) fue uno de los grandes cómicos de la época del cine mudo, de nacionalidad estadounidense.
Griffith nació en Boston, Massachusetts. Perdió la voz a temprana edad, motivo por el cual hablaba con susurros roncos. Griffith decía que eso fue resultado de haber forzado enormemente la voz cada noche que trabajó en una representación teatral en su infancia. Otras fuentes dicen que la causa fue una enfermedad infantil.
A pesar de que algunas de sus comedias son consideradas como clásicas, actualmente está totalmente olvidado. Muchas de sus interpretaciones protagonistas se han perdido, pero probablemente la más conocida de sus películas es Hands Up!, una comedia de 1926 acerca de la guerra civil estadounidense dirigida por Clarence G. Badger, y coprotagonizada por Mack Swain. También se considera una clásica la película de Badger Paths to Paradise, film cuyo rollo final se  ha perdido.
La llegada del cine sonoro finalizó la carrera de actor de Griffith, aunque todavía tuvo un papel memorable antes de retirarse de la pantalla, representando a un soldado francés muerto por Lew Ayres en la película de 1930 dirigida por Lewis Milestone Sin novedad en el frente. Posteriormente prosiguió como productor para la Twentieth Century Fox.
Desde 1928 hasta su muerte estuvo casado con la actriz Bertha Mann (1893-1967), con quien tuvo dos hijos y adoptaron un tercero. Griffith falleció el 25 de noviembre de 1957 en el prestigioso Masquers Club en Los Ángeles, California, por un atragantamiento durante la cena. Fue enterrado en el Forest Lawn Memorial Park en Glendale.